# Hypericum conjungens
Hypericum conjungens är en johannesörtsväxtart som beskrevs av N. Robson. Hypericum conjungens ingår i släktet johannesörter, och familjen johannesörtsväxter. Inga underarter finns listade i Catalogue of Life.